# Julie Doucet
Julie Doucet   (Saint-Lambert, 31 de desembre de 1965) és una dibuixant de Còmic underground quebequesa coneguda especialment per les seves obres autobiogràfiques Dirty Plotte i My New York Diary. Les seves obres tracten de temes com el sexe, la violència, la menstruació i les qüestions de gènere. Pionera del còmic femení en el seu país, la seva obra està inspirada per un feminisme radical en el marc dels moviments culturals dels anys 80, com el punk. La seva obra trencadora ha estat vetada en diverses ocasions.
El 2022 va guanyar el Gran Pemi del Festival d'Angulema.